# 26Y busz (Pécs)
A pécsi 26Y jelzésű autóbusz a Budai Állomás és Patacs illetve a Fogadó városrészt érintve közlekedik. Útvonala annyiban tér el a 26-os busztól, hogy betér a Benczúr Gyula utcához. Legyen vissza rabva

## Története
2016. június 16-ától csak egy irányban, a II-es rakodó felé közlekedik. A járatok a Budai Állomástól és a Lámpásvölgytől is indulnak. Az ellenkező irányban más jelzésű autóbuszok járnak.
2017. szeptember 1-jétől a Budai Állomástól induló buszok az Autójavítót nem érintik, a Gyárvárosi templom után rögtön a Dózsa György utca felé közlekednek.

## Útvonala
| Budai Állomás → Árkád → Uránváros → Benczúr Gyula utca → II-es rakodó |
| --- |
| Budai Állomás – Zsolnay Vilmos utca – Puskin tér – Gyöngyösi István utca – Vadász utca – Felsővámház utca – Király utca – Lánc utca – Zsolnay Vilmos utca – Rákóczi út – Rákóczi út – Hungária utca – Szigeti út – Szántó Kovács János utca – Nendtvich Andor út – Makay István út – Ürögi fasor – Páfrány utca – Rácvárosi út – Pellérdi út – Fő utca – Pázmány Péter utca – Kovács Béla utca – Benczúr Gyula utca, forduló – Kovács Béla utca – Pázmány Péter utca – Fő utca – Makay István út – Szentlőrinci út – II-es rakodó                                                                        |
| Lámpásvölgy → Árkád → Uránváros → Benczúr Gyula utca → II-es rakodó |
| Lámpásvölgy – Lámpásvölgyi út – Bittner Alajos út – Hársfa út – Ady Endre utca – Alsóhavi utca – Lánc utca – Zsolnay Vilmos utca – Rákóczi út – Rákóczi út – Hungária utca – Szigeti út – Szántó Kovács János utca – Nendtvich Andor út – Makay István út – Ürögi fasor – Páfrány utca – Rácvárosi út – Pellérdi út – Fő utca – Pázmány Péter utca – Kovács Béla utca – Benczúr Gyula utca, forduló – Kovács Béla utca – Pázmány Péter utca – Fő utca – Makay István út – Szentlőrinci út – II-es rakodó                                                                                                 |
| Gesztenyés → Árkád → Uránváros → Benczúr Gyula utca → II-es rakodó |
| Gesztenyés – Gesztenyés utca – Pécsbányatelepi út – Káposztásvölgyi út – Rákos Lajos utca – Május 1. utca – Hársfa út – Engel János József utca – Vadász utca – Felsővámház utca – Király utca – Lánc utca – Zsolnay Vilmos utca – Rákóczi út – Rákóczi út – Hungária utca – Szigeti út – Szántó Kovács János utca – Nendtvich Andor út – Makay István út – Ürögi fasor – Páfrány utca – Rácvárosi út – Pellérdi út – Fő utca – Pázmány Péter utca – Kovács Béla utca – Benczúr Gyula utca, forduló – Kovács Béla utca – Pázmány Péter utca – Fő utca – Makay István út – Szentlőrinci út – II-es rakodó |

## Megállóhelyei
| 26Y (Budai Állomás → Árkád → Uránváros → II-es rakodó) 26Y (Lámpásvölgy → Árkád → Uránváros → II-es rakodó) 26Y (Gesztenyés → Árkád → Uránváros → II-es rakodó) |          |          |                                     | |               |
| Perc (↓) | Perc (↓) | Perc (↓) | Megállóhely                         | Megállóhelyet érintő járatok | Létesítmények |
| ∫ | ∫        | 0        | Gesztenyés végállomás               | 4, 26, 27, 27Y, 40, 140 |               |
| ∫ | ∫        | 1        | Ezeréves                            | 4, 26, 27, 27Y, 40, 140 |               |
| ∫ | ∫        | 2        | Bazsó                               | 4, 26, 27, 27Y, 40, 140 |               |
| ∫ | ∫        | 3        | Kórház                              | 4, 26, 27, 27Y, 40, 140 |               |
| ∫ | ∫        | 3        | Széchenyi-akna                      | 4, 26, 27, 27Y, 40, 140 |               |
| ∫ | ∫        | 4        | Selmecz utca                        | 26, 27, 27Y, 40, 140 |               |
| ∫ | ∫        | 5        | Malom                               | 26, 27, 27Y, 40, 140 |               |
| ∫ | ∫        | 6        | Háromhíd                            | 26, 27, 27Y, 40, 140 |               |
| ∫ | ∫        | 7        | Nagymeszes                          | 26, 27, 27Y, 40, 140 |               |
| ∫ | ∫        | 8        | Bittner Alajos út                   | 26, 27, 27Y, 28, 28A, 28Y, 38, 38Y, 40, 140 |               |
| ∫ | ∫        | 9        | Református Gimnázium                | 26, 27, 27Y, 40 |               |
| 0 | ∫        | ∫        | Budai Állomás végállomás            | 2, 2A, 2E, 4, 4Y, 12, 13, 13E, 13Y, 14, 14Y, 15, 15A, 16, 25, 26, 26A, 30Y, 60, 60A, 60Y, 102, 102Y, 104, 104A, 104E, 104Y · Helyközi autóbuszok                                                                                                |               |
| 1 | ∫        | ∫        | Budai Állomás                       | 2, 2A, 2E, 4, 4Y, 12, 13, 13E, 13Y, 14, 14Y, 15, 15A, 16, 25, 26, 26A, 30Y, 60, 60A, 60Y, 102, 102Y, 104, 104A, 104E, 104Y · Helyközi autóbuszok                                                                                                |               |
| 3 | ∫        | ∫        | Gyárvárosi templom                  | 2, 2A, 4, 4Y, 13, 13E, 13Y, 14, 14Y, 15, 15A, 25, 26, 26A, 30Y, 60, 60A, 60Y, 102, 102Y, 104, 104A, 104E, 104Y |               |
| 4 | ∫        | ∫        | Dózsa György utca                   | 25, 26, 27Y |               |
| 5 | ∫        | 10       | Engel János József utca             | 25, 26, 27, 27Y, 40, 121 |               |
| 6 | ∫        | 11       | Pósa Lajos utca                     | 25, 26, 27, 27Y, 40, 121 |               |
| 7 | ∫        | 12       | Ledina                              | 25, 26, 27, 27Y, 40, 121 |               |
| 8 | ∫        | 13       | Bóbita Bábszínház                   | 25, 26, 27, 27Y, 40, 121 |               |
| 9 | ∫        | 13       | Major utca                          | 25, 26, 27, 27Y, 40, 121 |               |
| ∫ | 0        | ∫        | Lámpásvölgy végállomás              | 28, 28A, 28Y, 38, 38Y |               |
| ∫ | 1        | ∫        | Alsógyükés                          | 28, 28A, 28Y, 38, 38Y |               |
| ∫ | 2        | ∫        | Feketehegy                          | 28, 28A, 28Y, 38, 38Y |               |
| ∫ | 3        | ∫        | Borbálatelep                        | 28, 28A, 28Y, 38, 38Y |               |
| ∫ | 3        | ∫        | Kató-lak                            | 28, 28A, 28Y, 38, 38Y |               |
| ∫ | 4        | ∫        | Hársfa út                           | 26, 27, 27Y, 28, 28A, 28Y, 38, 38Y, 40, 140 |               |
| ∫ | 5        | ∫        | Jánoskút                            | 28, 28A, 28Y, 38, 38Y, 140 |               |
| ∫ | 6        | ∫        | Bártfa utca                         | 28, 28A, 28Y, 38, 38Y, 140 |               |
| ∫ | 7        | ∫        | Hajnal utca                         | 28, 28A, 28Y, 38, 38Y, 140 |               |
| ∫ | 8        | ∫        | Sándor utca                         | 28, 28A, 28Y, 29, 38, 38Y, 39, 140 |               |
| ∫ | 9        | ∫        | Ágoston tér                         | 28, 28A, 28Y, 29, 30Y, 33, 38, 38Y, 39, 44, 140 |               |
| 11 | 10       | 15       | Búza tér                            | 25, 26, 27, 27Y, 28, 28A, 28Y, 29, 30Y, 33, 38, 38Y, 39, 40, 44, 121, 140 |               |
| 13 | 12       | 17       | Árkád                               | 2, 2A, 2E, 3, 3E, 4, 4Y, 6, 6E, 7, 7Y, 8, 13, 13E, 13Y, 14, 14Y, 15, 15A, 22, 23, 23Y, 24, 25, 26, 26A, 27, 27Y, 28, 28A, 28Y, 29, 30, 33, 38, 38Y, 39, 40, 60, 60Y, 73, 73Y, 102, 102Y, 103, 104, 104A, 104E, 104Y, 107E, 109E, 130, 130A, 140 |               |
| 15 | 13       | 18       | Zsolnay-szobor                      | 2, 2A, 2E, 3, 3E, 6, 6E, 7, 7Y, 8, 13Y, 14, 14Y, 22, 23, 23Y, 24, 25, 26, 26A, 27, 27Y, 28, 28A, 28Y, 29, 30, 31, 32, 32Y, 34, 34Y, 35, 35Y, 36, 37, 38, 38Y, 39, 40, 44, 46, 47, 73, 73Y, 102, 102Y, 103, 107E, 109E, 130, 140                 |               |
| 16 | 14       | 19       | Kórház tér                          | 2, 2A, 2E, 25, 26, 26A, 27, 27Y, 28, 28A, 28Y, 29, 30, 31, 32, 32Y, 34, 34Y, 35, 35Y, 36, 37, 44, 46, 47, 102, 102Y, 103, 107E, 109E, 130 |               |
| 18 | 16       | 21       | Petőfi utca                         | 2, 2A, 2E, 25, 26, 26A, 27, 27Y, 28, 28A, 28Y, 29, 37, 46, 47, 55, 102, 102Y, 107E, 109E |               |
| 20 | 17       | 22       | KEDPLASMA plazma központ            | 2, 2A, 2E, 25, 26, 26A, 27, 27Y, 28, 28A, 28Y, 55, 102, 102Y, 107E |               |
| 21 | 18       | 23       | Egyetemváros                        | 2, 2A, 2E, 25, 26, 26A, 27, 27Y, 28, 28A, 28Y, 29, 55, 102, 102Y, 107E |               |
| 22 | 19       | 24       | Gyümölcs utca                       | 25, 26, 26A, 27, 27Y, 28, 28A, 28Y, 29 |               |
| 23 | 20       | 25       | PMFC Stadion                        | A megálló megszűnt |               |
| 24 | 21       | 26       | Nendtvich Andor út, Ybl Miklós utca | 22, 23, 23Y, 24 |               |
| 27 | 23       | 28       | Uránváros                           | 1, 2, 2A, 2E, 4, 4Y, 21, 21A, 22, 23, 23Y, 24, 25, 25A, 26, 26A, 27, 27Y, 28, 28A, 28Y, 29, 102, 102Y, 104, 104A, 104E, 104Y, 107E, 121 · Helyközi autóbuszok                                                                                   |               |
| 29 | 25       | 30       | Bolgár köz                          | 25, 25A, 26, 26A, 27, 27Y, 28, 29 |               |
| 30 | 26       | 31       | Rácváros                            | 25, 25A, 26, 26A, 27, 27Y, 28, 29 |               |
| 31 | 27       | 32       | Patacsi elágazás                    | 25, 25A, 26, 26A, 27, 27Y, 28, 29 · Helyközi autóbuszok |               |
| 32 | 28       | 33       | Patacsi Kultúrház                   | 25, 27, 27Y |               |
| 33 | 29       | 34       | Kovács Béla utca                    | 25, 27, 27Y |               |
| 34 | 30       | 35       | Benczúr Gyula utca                  | 25, 27, 27Y |               |
| 36 | 32       | 36       | Kovács Béla utca                    | 25, 27, 27Y |               |
| 37 | 33       | 37       | Patacsi Kultúrház                   | 25, 27, 27Y |               |
| 38 | 34       | 38       | Patacsi elágazás                    | 25, 25A, 26, 26A, 27, 27Y, 28, 29 · Helyközi autóbuszok |               |
| 39 | 35       | 39       | Korsó utca                          | 26, 26A, 27Y, 28, 29 |               |
| 40 | 36       | 40       | Kutató dűlő                         | 26, 26A, 27Y, 28, 29 · Helyközi autóbuszok |               |
| 41 | 37       | 41       | Pellérdi elágazás                   | 26, 26A, 27, 27Y, 28, 29 · Helyközi autóbuszok · Mecsekalja-Cserkút |               |
| 42 | 38       | 42       | Cserkúti csárda                     | 26, 26A, 27Y, 28, 29 · Helyközi autóbuszok |               |
| 44 | 40       | 43       | Cserkút tető                        | 26, 26A, 27Y, 28, 29 · Helyközi autóbuszok |               |
| 45 | 41       | 44       | II-es rakodó végállomás             | 26, 26A, 27Y, 28, 29 · Helyközi autóbuszok |               |